# Glochidion hosokawae
Glochidion hosokawae är en emblikaväxtart som beskrevs av Francis Raymond Fosberg. Glochidion hosokawae ingår i släktet Glochidion och familjen emblikaväxter. Inga underarter finns listade i Catalogue of Life.